# Зейл, Ирветт ван
Ирветт ван Зейл (в девичестве Ирветт ван Блерк) — южноафриканская легкоатлетка, которая специализируется в беге на длинные дистанции. Выступала на олимпийских играх 2012 года в марафоне, но не смогла закончить дистанцию. Заняла 10-е место на Лондонском марафоне 2013 года с личным рекордом — 2:31.26.
Заняла 10-е место на Лиссабонском марафоне 2010 года — 1:14.25. В этом же году на чемпионате мира по полумарафону заняла 49-е место — 1:24.52.
В 2012 году вышла замуж за легкоатлета Луиса Якоба ван Зейла.